# 사회민주당 (루마니아)
사회민주당(루마니아어: Partidul Social Democrat 파르티둘 소시알 데모크라트[*], PSD)은 1993년에 이온 일리에스쿠가 세운 루마니아의 정당으로 사회민주주의를 표방하고 있다. 원래 이름은 루마니아 사회민주당(루마니아어: Partidul Democrației Sociale in România, PDSR)이었으나 2001년부터 현재의 명칭으로 활동하고 있다.
이 정당은 루마니아 국민구국전선을 승계한 정당이며, 1993년부터 1996년까지는 단독정부를, 1996년부터 2004년 사이에는 다른 정당과 연립정부를 수립했다. 2016년 이후로 이 정당은 줄곧 야당이지만 상원과 하원에서 모두 다수당 직위를 가지고 있다.

## 정책
2021년까지 사회민주당은 경제적으로는 중도좌파적, 사회적으로는 중도우파적 입장을 취해 왔다. 그러나 학계에서는 오랫동안 이 정당을 보편적인 사회민주당이 아니라 루마니아 국민주의 성향을 가진 대중주의 정당으로 간주하고 있었다.
사회민주당은 루마니아 정교회에 우호적인 정책들을 주장하며, 동성결혼에 대해 강력히 반대하고 있다.